# Bashir Gemayel
Bashir Pierre Gemayel (en árabe: بشير بيار الجميّل‎; Beirut, 10 de noviembre de 1947 - Beirut, 14 de septiembre de 1982) fue un abogado, político y comandante paramilitar libanés que lideró las Fuerzas Libanesas durante la guerra civil libanesa. Fue electo presidente de Líbano en 1982, pero fue asesinado antes de asumir el cargo.
Fue un alto mandatario del partido Falange Libanesa y comandante de la milicia Fuerzas Libanesas durante los primeros años de la Guerra Civil Libanesa. Fue elegido presidente el 23 de agosto de 1982 mientras el país era víctima de la guerra civil y ocupado por Israel y Siria. Fue asesinado el 14 de septiembre de 1982, junto con otras 26 personas, cuando la sede de la Falange fue destruida en un atentado en Beirut. La bomba fue colocada por Habib Tanious Shartouni, que aunque no reveló la organización a la que pertenecía, fue vinculado por el FBI al Partido Social Nacionalista Sirio.

## Juventud
Bashir nació el 10 de noviembre de 1947 en el barrio de Achrafieh de Beirut, siendo el más joven de seis hijos: cuatro mujeres y dos hombres. La familia Gemayel es originaria de la ciudad libanesa de Bikfaya, un pequeño pueblo cerca de Beirut, y es una de las más influyentes familias cristianas del Líbano. Su padre fue Pierre Gemayel, quien fundó el partido Falange Libanesa en el año 1936 como un movimiento juvenil. La Falange, aunque declarada laica, recibió la mayor parte de su apoyo de los cristianos y, en particular, de los católicos maronitas. Bashir se unió a la Falange en 1962 como miembro de su sector estudiantil. Asistió al colegio de Notre Dame de Jamhour y al Instituto Libanés Moderno (Institut Moderne du Liban en Fanar). Completó su educación universitaria formal en la Universidad de San José en Beirut. En 1971 se graduó con una licenciatura en Derecho, y otra en Ciencias Políticas en 1973. Durante 1971, asistió a la Academia de Derecho Internacional en Dallas, Texas. En 1972, ingresó en el Colegio de Abogados y abrió una oficina en el oeste de Beirut.

## Actividad paramilitar

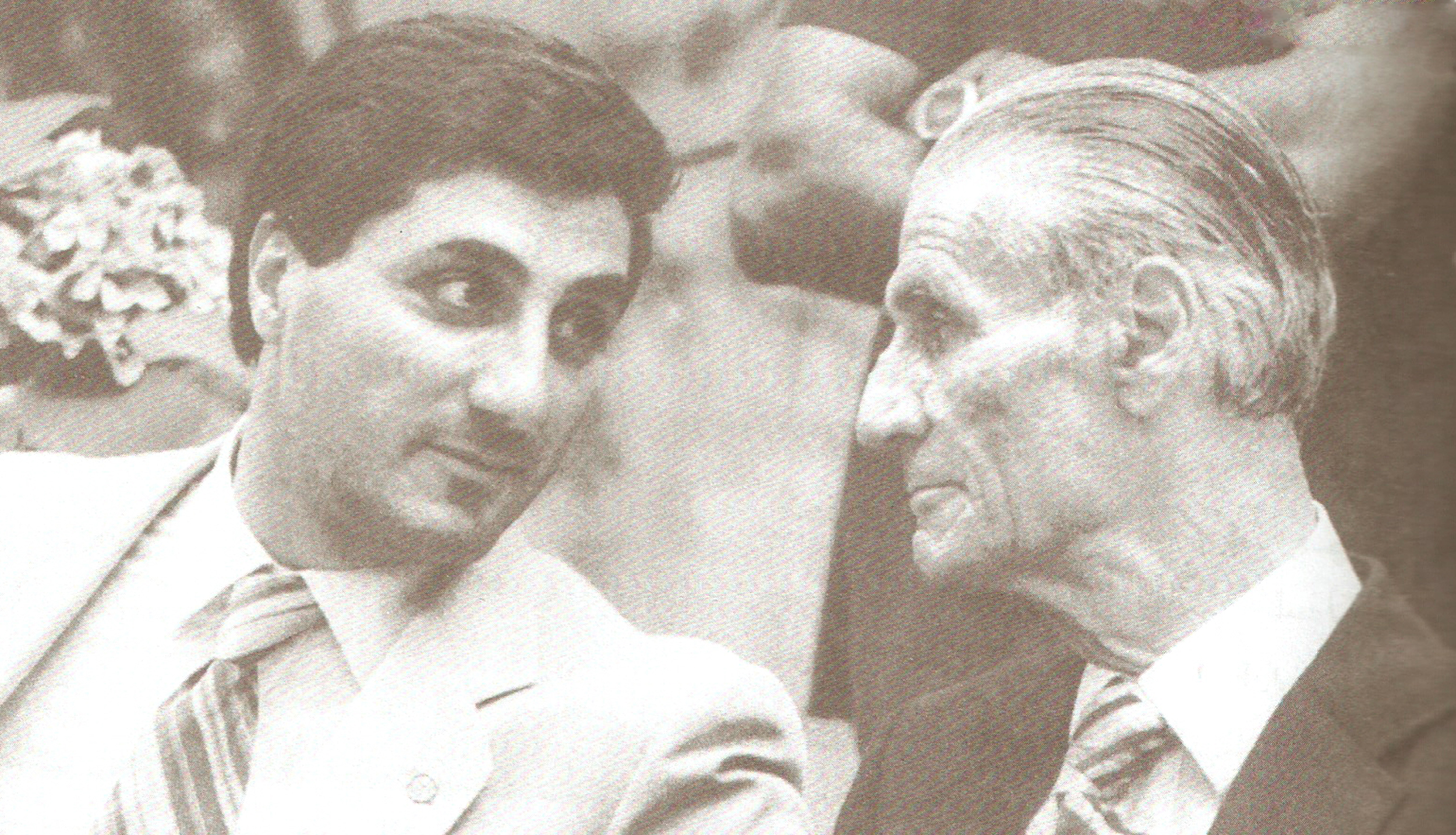
Bashir con su padre Pierre Gemayel.

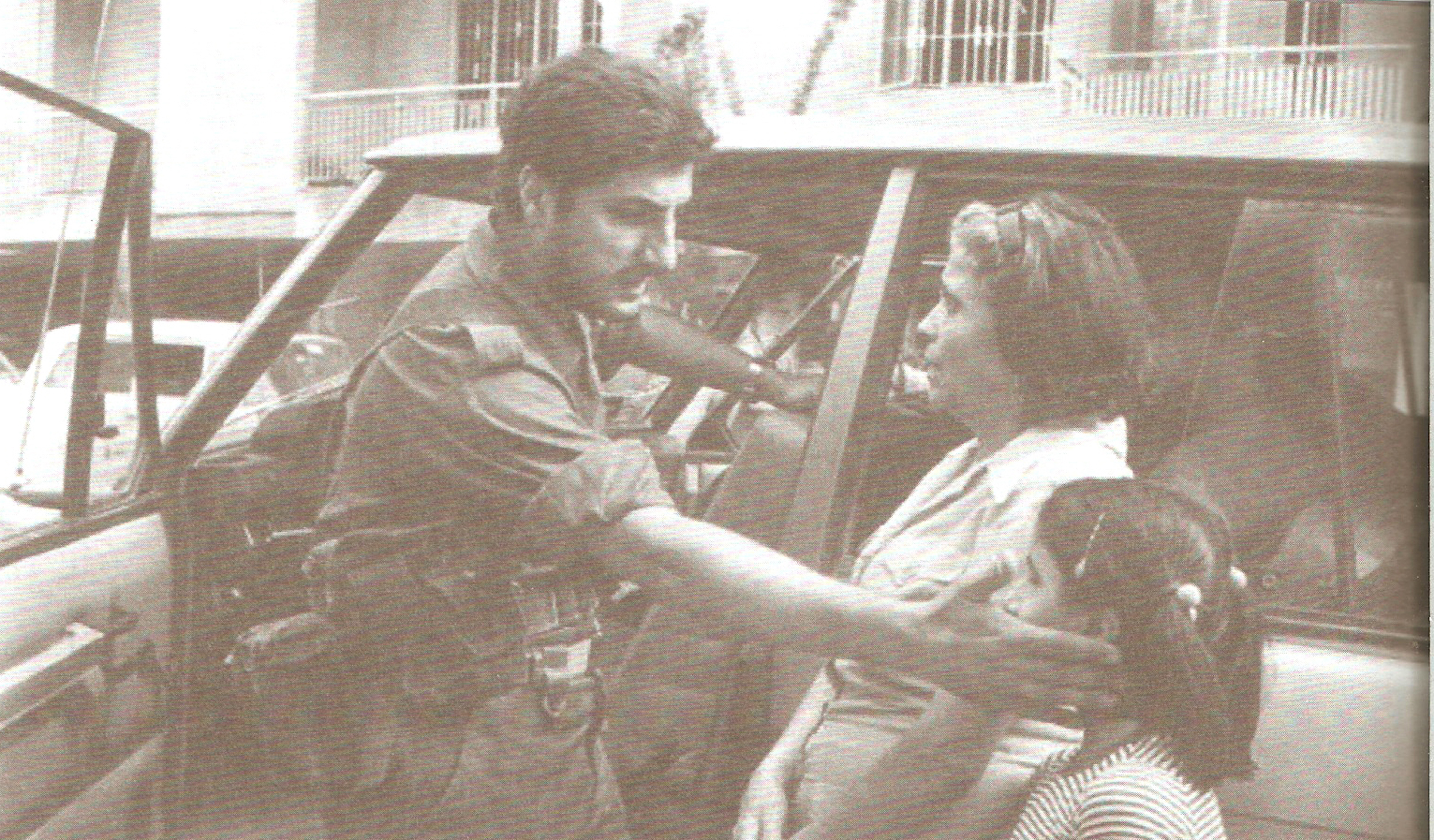
Bashir Gemayel con uniforme militar en las calles de Beirut.

En 1970, Bashir fue brevemente secuestrado por militantes palestinos en el Líbano en Dekwaneh, siendo trasladado al campamento de refugiados de Tel al-Zaatar y liberado 8 horas después. Luego, en 1971, fue designado como inspector de la rama militar de la Falange, que formó una milicia para contrarrestar la influencia de lo que consideraban una creciente amenaza palestina en el Líbano. 
Con el aumento de las tensiones entre la Organización para la Liberación de Palestina (OLP), con base en el Líbano, y los partidos cristianos libaneses, entre ellos la Falange, surgieron enfrentamientos en varias ocasiones. La OLP se ganó el apoyo de muchos libaneses, en particular los musulmanes sunnitas, drusos, y la izquierda. Estos libaneses pro-palestinos  formaron el Movimiento Nacional Libanés. En 1975, fueron asesinados dos falangistas por pistoleros no identificados, -presuntos militantes palestinos- desde un automóvil. La represalia de la Falange fue el ataque y asesinato a un autobús de civiles palestinos. Estos hechos desencadenaron la Guerra Civil Libanesa. También en 1975, Gemayel fue acusado por el MNL de ser el responsable del Sábado Negro (matanza de palestinos y libaneses musulmanes). Bashir admitió que, si bien estaba en un duro estado emocional tras la muerte de cuatro falangistas ese mismo día, él trató de detener las matanzas.
En 1976, fue nombrado como presidente del Consejo Militar de las Falanges Libanesas, y con la muerte de William Hawi, Bashir se convirtió en líder de la milicia Falangista. Más tarde ese año, se convirtió en uno de los principales miembros del Frente Libanés, una coalición de varios partidos cristianos, y el principal comandante de sus milicias, las Fuerzas Libanesas. La milicia no sólo se opuso a la OLP, sino también a las tropas sirias, que habían entrado en Líbano para ayudar a los militantes palestinos, antes de convertirse en ocupantes. Bashir lideró sus tropas en la llamada "Guerra de los Cien Días" en el Líbano en 1978, que resistieron con éxito los bombardeos y ataques de las fuerzas sirias desde Beirut Este durante unos tres meses, antes de un acuerdo negociado entre árabes que puso fin al asedio. Fue arrestado por los sirios el mismo año en la Plaza Sassine, pero liberado poco después. Durante este tiempo, Israel fue el principal patrocinador de la milicia libanesa.

## Presidencia

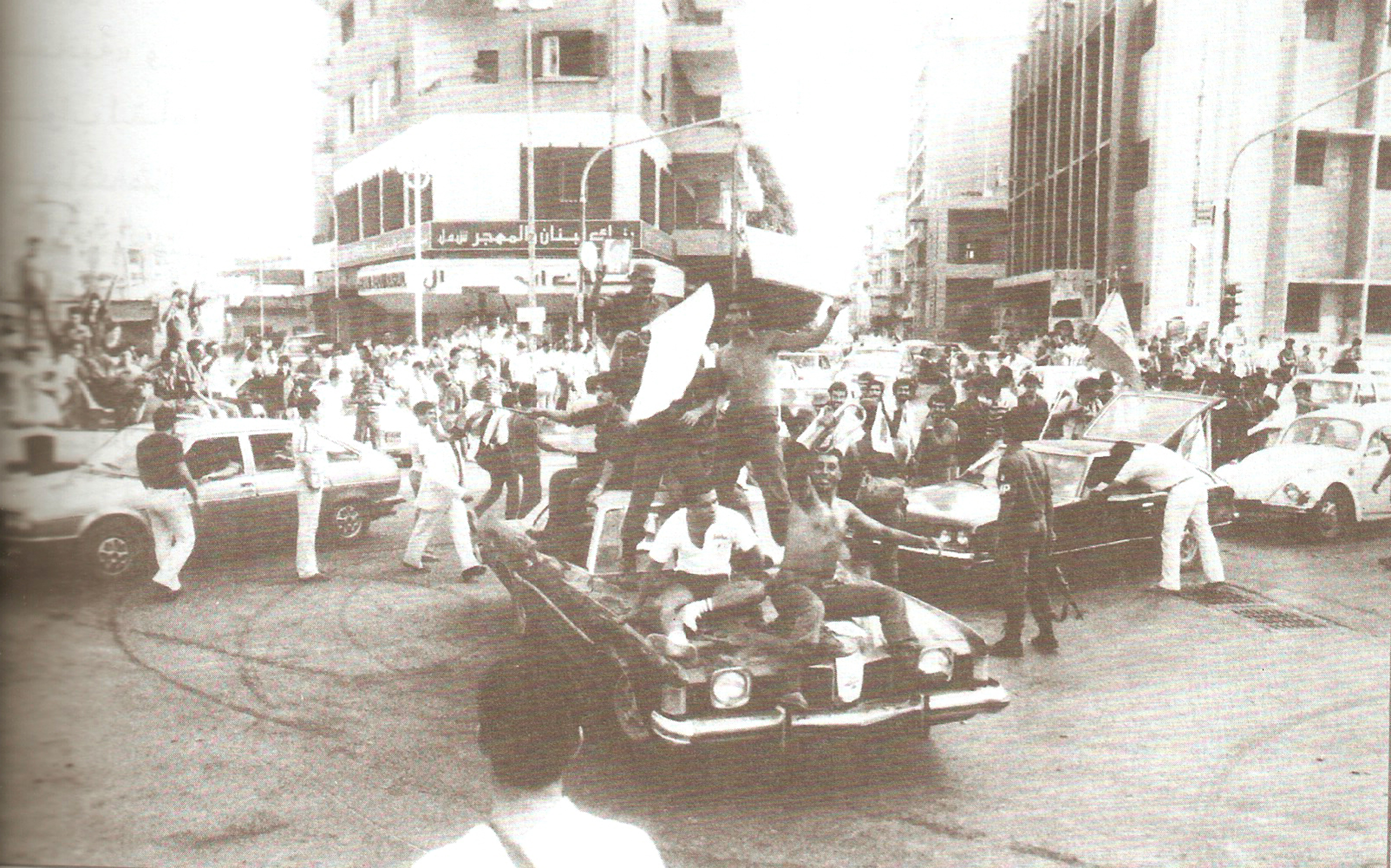
Celebraciones en la Plaza Sassine, Achrafieh, tras la elección de Gemayel.

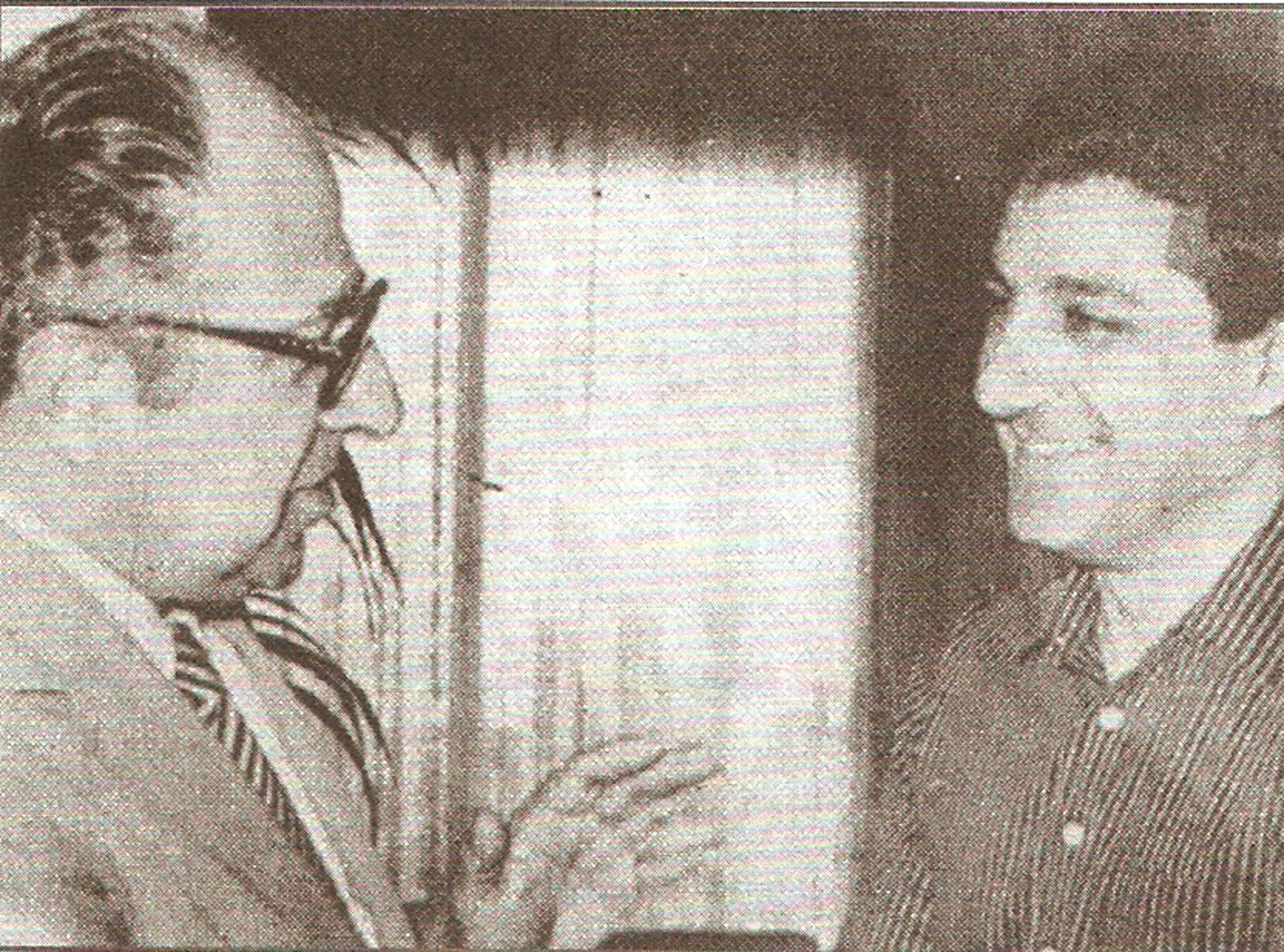
Gemayel con Philip Habib, quien jugó un importante papel en su elección.

Israel invadió el Líbano en 1982. El ministro de Defensa de Israel, Ariel Sharón, se reunió con Bashir meses antes, diciéndole que las Fuerzas de Defensa de Israel estaban planeando una invasión para expulsar del Líbano a la OLP, una seria amenaza para ellos. Este apoyo militar y político a las fuerzas de Israel en el Líbano enojó a muchos libaneses. 
La OLP fue expulsada del Líbano en agosto de 1982. Entonces, Bashir anunció su candidatura a la presidencia. Fue respaldado por Estados Unidos, que envió tropas de mantenimiento de la paz para supervisar la retirada de la OLP del Líbano. Bashir pidió que se quedaran más tiempo para mantener la estabilidad en el Líbano, pero su solicitud fue denegada. El 23 de agosto de 1982, siendo el único candidato, Bashir Gemayel fue elegido presidente. 
El 3 de septiembre de 1982, dos semanas antes de su asesinato, Bachir se reunió con el primer ministro israelí Menachem Begin en Nahariya, y acordó iniciar el proceso de establecimiento de relaciones diplomáticas entre Israel y el Líbano desde el momento en que tomase posesión de su cargo. Sin embargo, días más tarde, pidió a David Kimche, director general del Ministerio de Relaciones Exteriores de Israel, "Por favor diga a su pueblo que sea paciente. Me he comprometido a firmar la paz con Israel, y voy a hacerlo. Pero necesito tiempo: nueve meses, máximo un año. Tengo que arreglar mis relaciones con los países árabes, especialmente con Arabia Saudí, para que el Líbano pueda volver a desempeñar su papel central en la economía de Oriente Medio."

## Asesinato
El 14 de septiembre de 1982, Bashir dio su último discurso en el Convento de la Cruz. Más tarde, se reunió con sus compañeros de partido en su sede de Achrafieh y por última vez como comandante de las Fuerzas Libanesas. A las 4:10 PM, una bomba explotó en la sede, causando la muerte de Bashir y otros 26 políticos de Falange. El cadáver de Bashir estuvo entre los primeros en ser desenterrados, pero su cara quedó desfigurada a tal punto de que no fue reconocido inmediatamente. Se rumoreó que había salido con vida, sin embargo, horas después se confirmó su fallecimiento cuando fue identificado en la morgue del hospital Hôtel-Dieu de France gracias a su anillo de matrimonio con las iniciales B.G. y a una carta que llevaba en el bolsillo, escrita por su hermana, la monja Arze Gemayel, a quien había visitado ese mismo día. A la mañana siguiente, el primer ministro libanés Bachir Shafik Wazzan confirmó y condenó el asesinato.
Habib Shartouni, un cristiano maronita del Partido Social Nacionalista Sirio, fue arrestado por el asesinato. Su hermana vivía en el piso superior a la sala donde se encontraba Bashir, y Shartouni la visitó el día anterior y colocó el explosivo en el apartamento. Al día siguiente, le pidió que saliera del edificio. Una vez que estaba fuera, detonó la bomba desde el área de Nasra Achrafieh, a pocas millas de distancia. Cuando regresó para verificar que su hermana estaba bien, fue inmediatamente detenido. Más tarde confesó, diciendo que lo había hecho porque "Bashir había vendido el país a Israel." Fue encarcelado por ocho años, hasta que las tropas sirias ocuparon el Líbano al final de la guerra y le liberaron el 13 de octubre de 1990.
Las condenas llegaron de todo el mundo, incluyendo al Presidente de los Estados Unidos Ronald Reagan. Reagan era uno de los mandatarios que más confiaba en Bachir, llegando a decir que "este prometedor joven líder había traído la luz de esperanza para el Líbano."
Existen diversas teorías en cuanto a las partes implicadas en el asesinato. Muchos señalaron al gobierno sirio y el entonces presidente Hafez al-Assad como responsables del asesinato.
Tras la muerte de Bachir, milicianos de las Fuerzas Libanesas al mando de Elie Hobeika perpetraron dos días después como venganza la Masacre de Sabra y Chatila. Fuerzas israelíes rodearon los campamentos de refugiados palestinos mientras los falangistas asesinaron entre 350 y 3000 (entre 3000 y 3500 según el recuento posterior de la Cruz Roja) refugiados. También a las órdenes de Hobeika, el padre, la madre y un tío de Shartouni fueron asesinados por las Fuerzas Libanesas como represalia.
Amine Gemayel, el hermano mayor de Bachir, le sustituyó como presidente, desde 1982 a 1988. Bastante diferente en temperamento, Amine Gemayel fue considerado como más moderado que su hermano, así como menos carismático. Muchos de los seguidores de Bachir estaban insatisfechos con Amine. Finalmente, las Fuerzas Libanesas se independizaron de la Falange y formaron su propio partido político.

## Familia
Contrajo matrimonio con Solange Gemayel (nacida Tutunji) en 1977, quien tras su asesinato trabajaría para mantener vivo su legado a través de la Fundación Bashir Gemayel, una organización política e informativa. 
Su primera hija, Maya, fue asesinada en 1980 a los 18 meses de edad por un coche bomba destinado al mismo Gemayel. Su segunda hija, Youmna, nacida a finales de ese año, se licenció en ciencias políticas en París. Después obtuvo  su Maestría en Gestión de la ESA (Escuela Superior de Negocios) en Beirut. Su tercer hijo, Nadim, que nació unos meses antes de su asesinato, es estudiante de derecho y activista político.